# 153. rezervní divize (Wehrmacht)
153. rezervní divize (německy 153. Reserve-Division) byla pěší divize německé armády (Wehrmacht) za druhé světové války.

## Historie
Divize byla založena 11. září 1942 a přeložena na Ukrajinu. 10. prosince 1942 byla 153. rezervní divize přejmenována na 153. (polní výcvikovou) divizi.